# Tristramella sacra
Tristramella sacra és una espècie de peix extinta pertanyent a la família dels cíclids, la qual no ha estat vista des dels anys 1989/90 tot i les recerques fetes tant al llac on vivia com als mercats locals.

## Morfologia
Els mascles podien assolir 28 cm de longitud total.

## Reproducció
Tenia lloc entre l'abril i el juliol entre els joncs o les depressions sorrenques del seu hàbitat. La posta podia arribar fins als 250 ous, els quals eren incubats a les cavitats bucals dels progenitors.

## Alimentació
Era omnívor i es nodria principalment de fitoplàncton i, de vegades també, de peixets. El seu nivell tròfic era de 3,12.

## Hàbitat i distribució geogràfica
Era un peix d'aigua dolça, demersal i de clima subtropical (34°N-30°N), el qual vivia entre els joncs i a prop de les ribes i fonts adjacents del llac de Tiberíades (Israel).

## Observacions
Era inofensiu per als humans, el seu índex de vulnerabilitat era de baix a moderat (27 de 100) i hom creu que la destrucció dels seus indrets de reproducció (les àrees pantanoses septentrionals del llac de Tiberíades) podria haver estat la causa de la seua extinció.